# 一乘閣

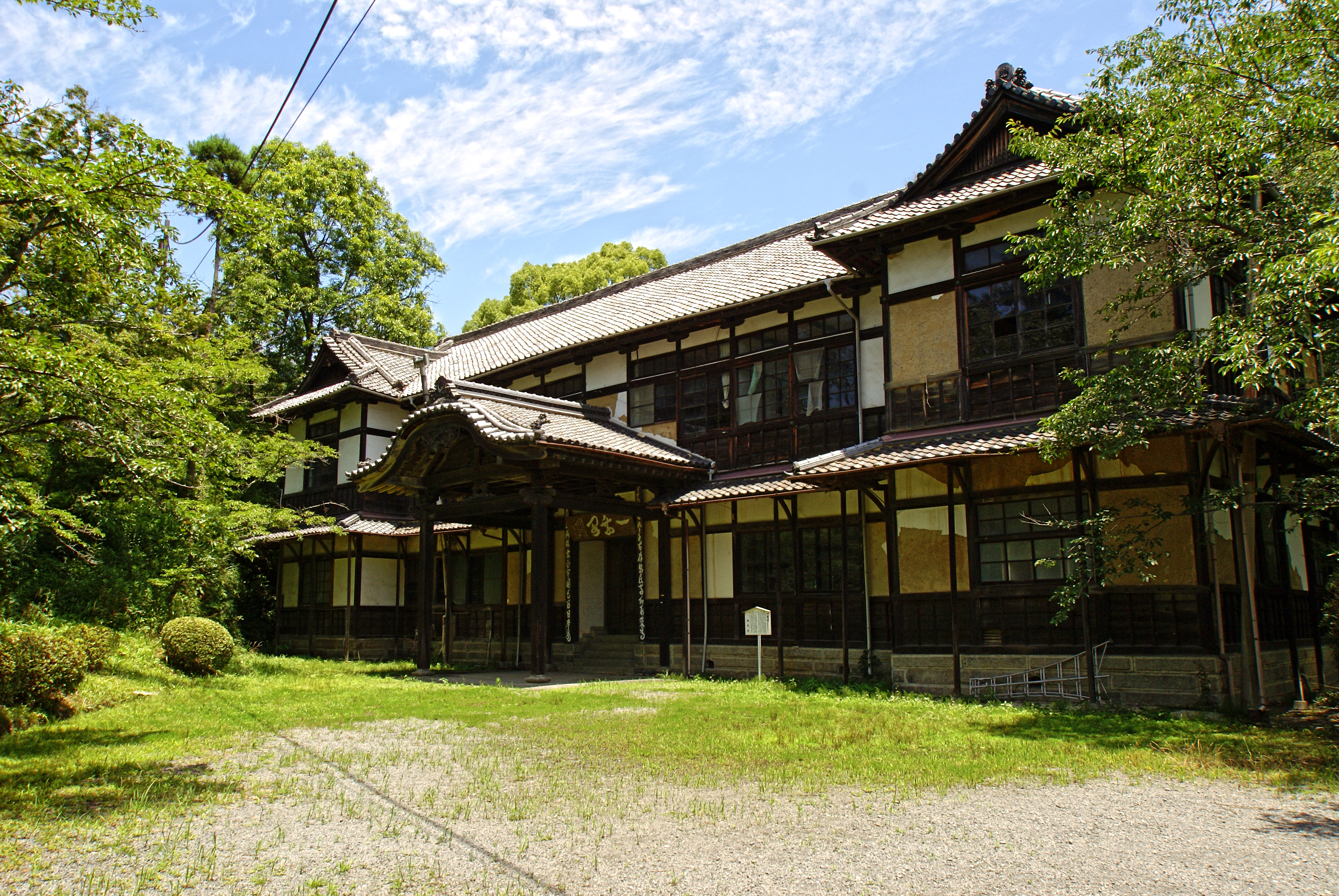
移建前的一乘閣

一乘閣 (いちじょうかく)係位於和歌山縣岩出市根來（ねごろ）的歷史性建築物，曾為和歌山縣議會議事堂。

## 沿革
- 1896年 - 作為和歌山縣議會議事堂於和和歌山縣和歌山市一番丁完工
- 1911年 8月15日-夏目漱石在議場以「現代日本的開化」為題舉行了演講。
- 1938年 - 隨著縣政府辦公廳舍的搬遷，結束了所扮演的和歌山縣議會議事堂之角色。
- 1941年 - 移建至國鐵和歌山站前(和歌山市美園町)，並作為和歌山縣農協中央會的設施使用。
- 1962年 -移建至位於目前所在地的根來寺內，光明真言殿南方，轉而作為住宿設施。因為一乘根來寺知名而被命名為「一乘閣」。
- 2004年12月10日 - 登記為登錄有形文化資產。
- 2005年 5月31日 -以「舊和歌山縣會議事堂」經指定為 和歌山縣指定有形文化資產 (所登記之登錄有形文化資產則因此注銷) [1]
- 2016年4月- 因老舊，進行了移建修復工程，搬遷至根來寺附近的「青年廣場」旁。2016年4月1日起對公眾開放。[2][3]
- 2017年7月- 經指定為國家重要文化資產[4][5]。

## 建築概要
稀少的19世纪 日本大型和風建築物，無論是樓梯間議場的格子天井，甚至玄關周邊的雕刻等細部裝飾，皆有一致的和風樣式。
- 竣工 - 明治 29年(1896年)
- 結構 - 木造、地上二樓、 歇山頂
- 建造面積 - 937m 2
- 樓地板面積 - 1,523m 2
- 高度 - 12米
- 總建築費 - 34,200日元
- 備註- 國家重要文化資產(2017年7月31日指定)，日本近代遺產百選之一

## 旅遊資訊

### 位置
- 〒649-6202 和歌山縣岩出市根來2347-22

### 交通方式
- 由京奈和自動車道岩出根來IC開車約1公里
- 由岩出站搭乘計程車
- (公車數量較少)

### 周邊資訊
- 根來休息站歷史之丘 (就在旁近)
  - 岩出市民俗資料館 (鄰接)-開始介紹發源於根來寺的根來塗的岩出市文化及文化資產之設施。
- 根來SL公園-位於夾道的小丘
- 岩出市立岩出圖書館
- 和歌山縣植物公園綠花中心
- 根來山縣木之森林
- 上岩出神社
- 根來休息站櫻花之鄉
- 和歌山縣政府廳舍

## 脚註
1. ↑  都道府縣指定登錄注銷｜文化廳 （页面存档备份，存于）（2016年2月7日閲覽）
2. ↑  .   [2018-10-31]. （原始内容存档于2016-12-11）.
3. ↑  [
http://www.nwn.jp/news/16040904_gijo/ （页面存档备份，存于） 「和歌山新聞」（2016年4月9日）]
4. ↑  平成29年7月31日文部科學省告示第101號
5. ↑  .   [2018年10月31日]. （原始内容存档于2017年5月19日）.

## 相關的項目
- 和歌山縣
- 和歌山縣指定文化資產列表